# Silvio Aquino
Silvio Romeo Aquino (Guazapa, 1949. június 30. – ) salvadori válogatott labdarúgó.

## Pályafutása

### Klubcsapatban
1975-ben a Tapachulteca együttesében kezdte a pályafutását. 1975-től 1978-ig a Juventud Olímpicában játszott. 1978 és 1983 között az Alianza játékosa volt. 1981-ben az Atlético Martét erősítette. 1983-tól 1986-ig Guatemalában játszott, ahol többek között a Jalapa, a Tipografía Nacional, a Bandegua és Cobán Imperial csapatában szerepelt. 1987-ben a salvadori Fuerte Aguilares színeiben fejezte be a pályafutását.

### A válogatottban
1977 és 1983 között szerepelt a salvadori válogatottban. Részt vett az 1982-es világbajnokságon, de nem lépett pályára egyetlen csoportmérkőzésen sem.

## Sikerei
Alianza FC
- UNCAF-klubcsapatok kupája döntős (1): 1980